# Rut Grubb
Rut Grubb, född 23 oktober 1889 i Smedjebacken, Kopparbergs län, död 22 december 1952 i Växjö, var en svensk läkare och fängelsedirektör. Hon var gift med regementsläkaren Eric Grubb och mor till Rune Grubb.
Grubb, som var dotter till grosshandlaren Gustav Larsson och Gunilla Rosengren, avlade studentexamen 1909 samt blev medicine kandidat 1913 och medicine licentiat 1918, allt i Stockholm. Hon var underläkare vid Södermanlands läns sanatorium 1914 och 1916, extra läkare vid Vadstena hospital och asyl 1918, assistentläkare vid Stockholms stads poliklinik för veneriska sjukdomar samt assistent vid Statens bakteriologiska anstalt 1919, praktiserande läkare i Växjö från 1919, läkare vid småskolelärarinneseminariet där 1920–1935, vid Växjö högre elementarläroverk för flickor 1926–1934, vid Växjö kommunala flickskola från 1926, vid centralfängelset i Växjö från 1937, t.f. fängelsedirektör där 1938 och 1939–1942 och fängelsedirektör från 1942. Hon innehade sakkunniguppdrag i befolkningskommittén samt i 1938 års lösdrivarlagstiftningskommitté. Hon var ledamot av stadsfullmäktige, hälsovårdsnämnden och styrelsen för kommunala flickskolan.